# Нісімура Юїті
Юїті Нісімура (яп. 西村 雄, нар. 17 квітня 1972, Токіо) — японський футбольний арбітр. Арбітр ФІФА. Був одним з трьох азійських арбітрів на Кубку африканських націй у 2008 році, який проходив у Гані. Обраний арбітром на чемпіонат світу з футболу 2010 у ПАР, де показав першу червону картку на турнірі (уругвайцю Ніколасу Лодейро; матч Уругвай - Франція).